# Teutates
Toutatis eller Teutates är en gud ur keltisk mytologi. Han tycks ha dyrkats främst i Gallien och Britannien. Hans namne betyder "stammens gud", och han förmodas ha varit stammarnas skyddsgud. Människor uppges ha offrats till honom.